# Foire de Bourail
La foire-exposition agricole et artisanale de Bourail (FEAAB) a lieu chaque année durant le week-end de la semaine du 15 août, à Bourail, en Nouvelle-Calédonie. Cet évènement y est très célèbre pour son rodéo.

## Présentation
La foire a lieu sur l'Hippodrome de Téné, à l'extérieur du village même de Bourail.
La première foire agricole de Bourail date du 11 septembre 1877 et a été réactivée en 1977, pour ne plus jamais disparaître jusqu'à ce jour.
On y trouve relativement peu de touristes à cause de l'éloignement de Bourail par rapport au chef-lieu, Nouméa : 160 km, soit 2h de route. Par contre, les Nouméens aussi bien que les fabricants de produits alimentaires locaux, les éleveurs de bétail et autres broussards ou stockmen s'y retrouvent.
Pendant 3 jours non-stop, de nombreux stands, animations et expositions sont installés sur l'Hippodrome. L'Arène du Rodéo n'est pas sur l'Hippodrome même mais juste à côté.
Elle accueille environ 25 000 visiteurs chaque année, ce qui en fait la plus importante manifestation de Nouvelle-Calédonie,.

## Principales attractions
- Rodéo
- Fantasia
- Concours d'animaux d'élevage
- Concours de bûcheronnage
- Concours d'obéissance canine
- Elections de Miss Foire de Bourail
- Spectacles de Danse et Concerts
- Course de Stock-cars
- Démonstration de Trial 4×4
- Jeux équestres

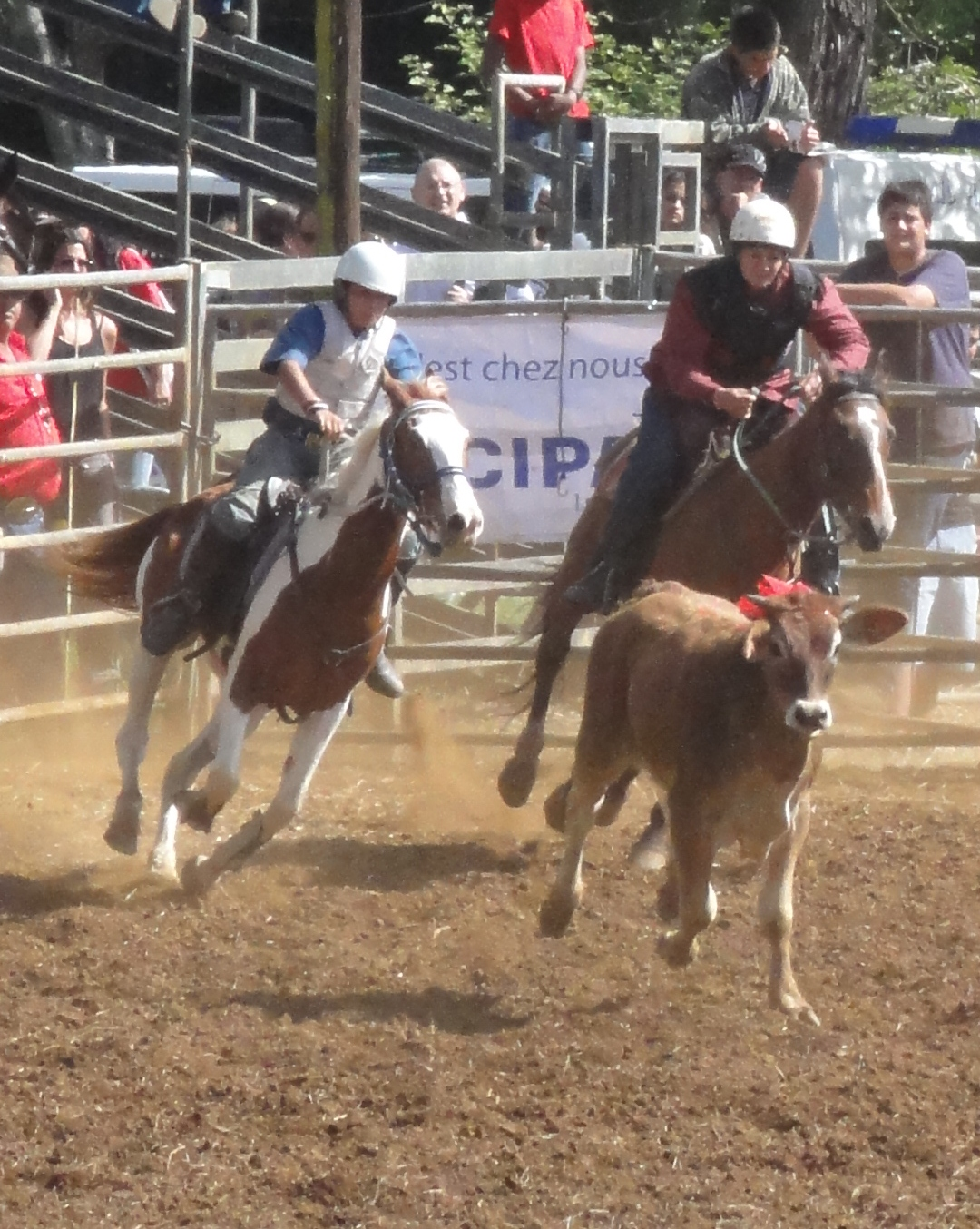
Rodéo
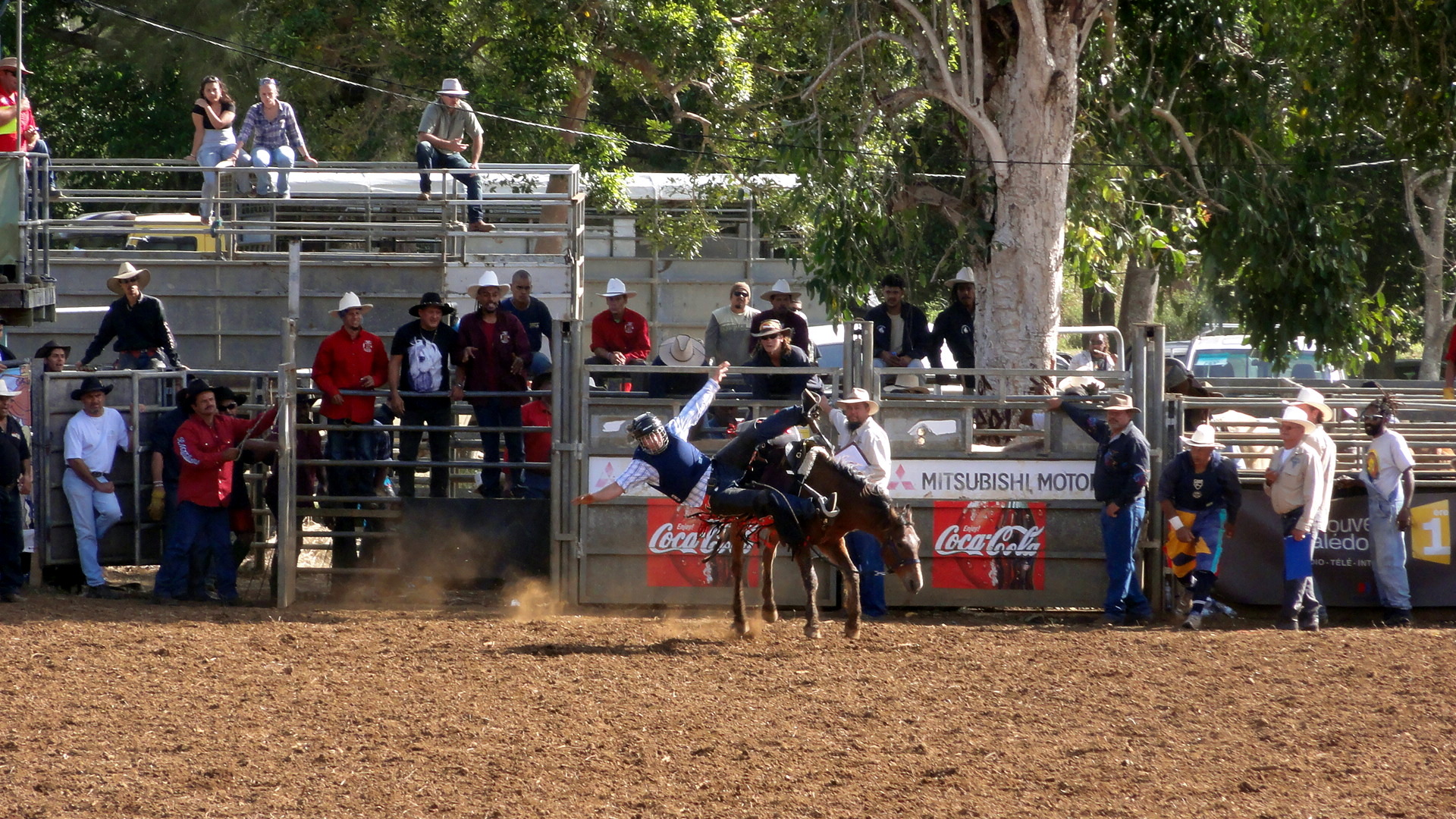
Rodéo sur Cheval
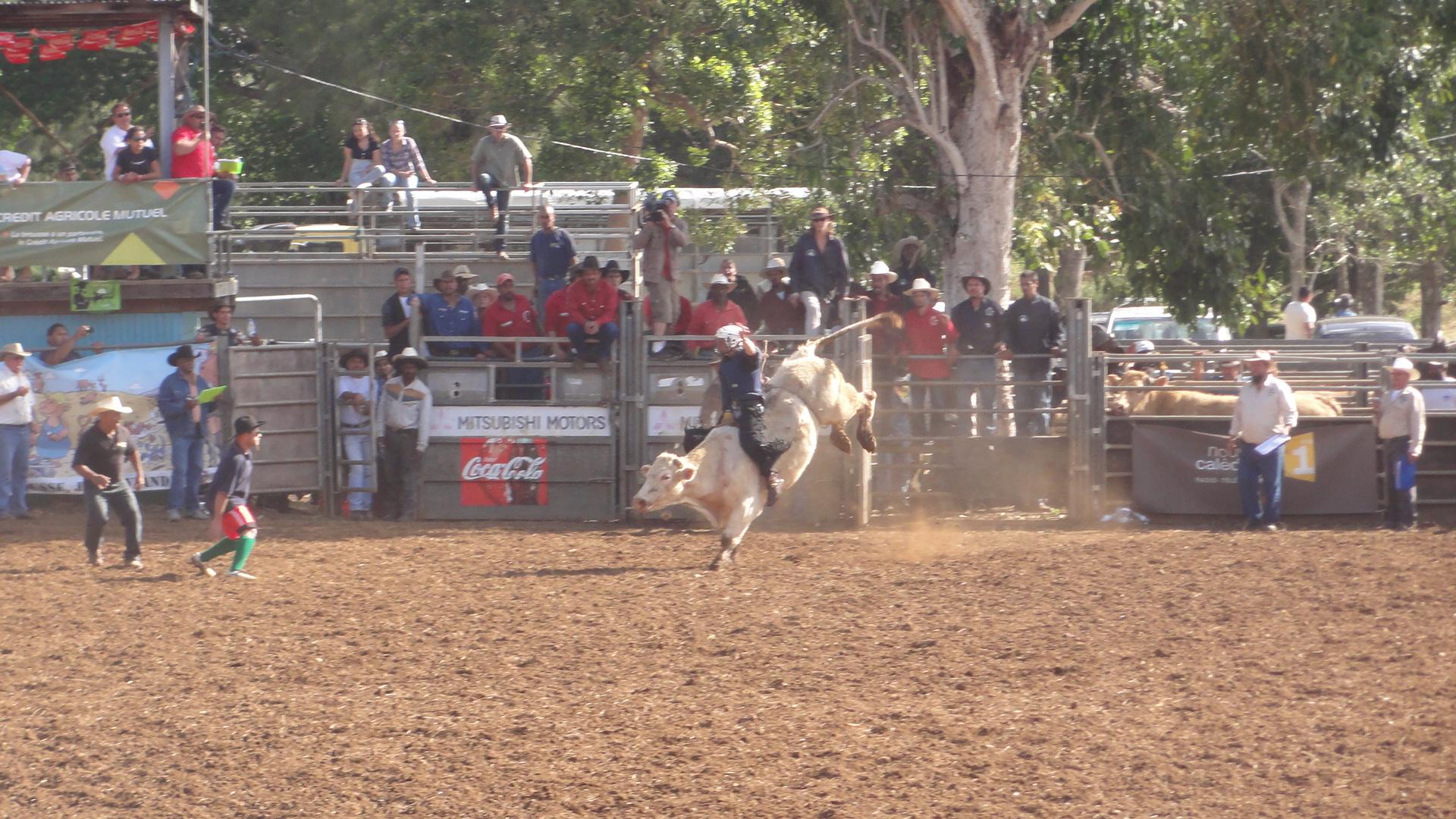
Rodéo sur Taureau
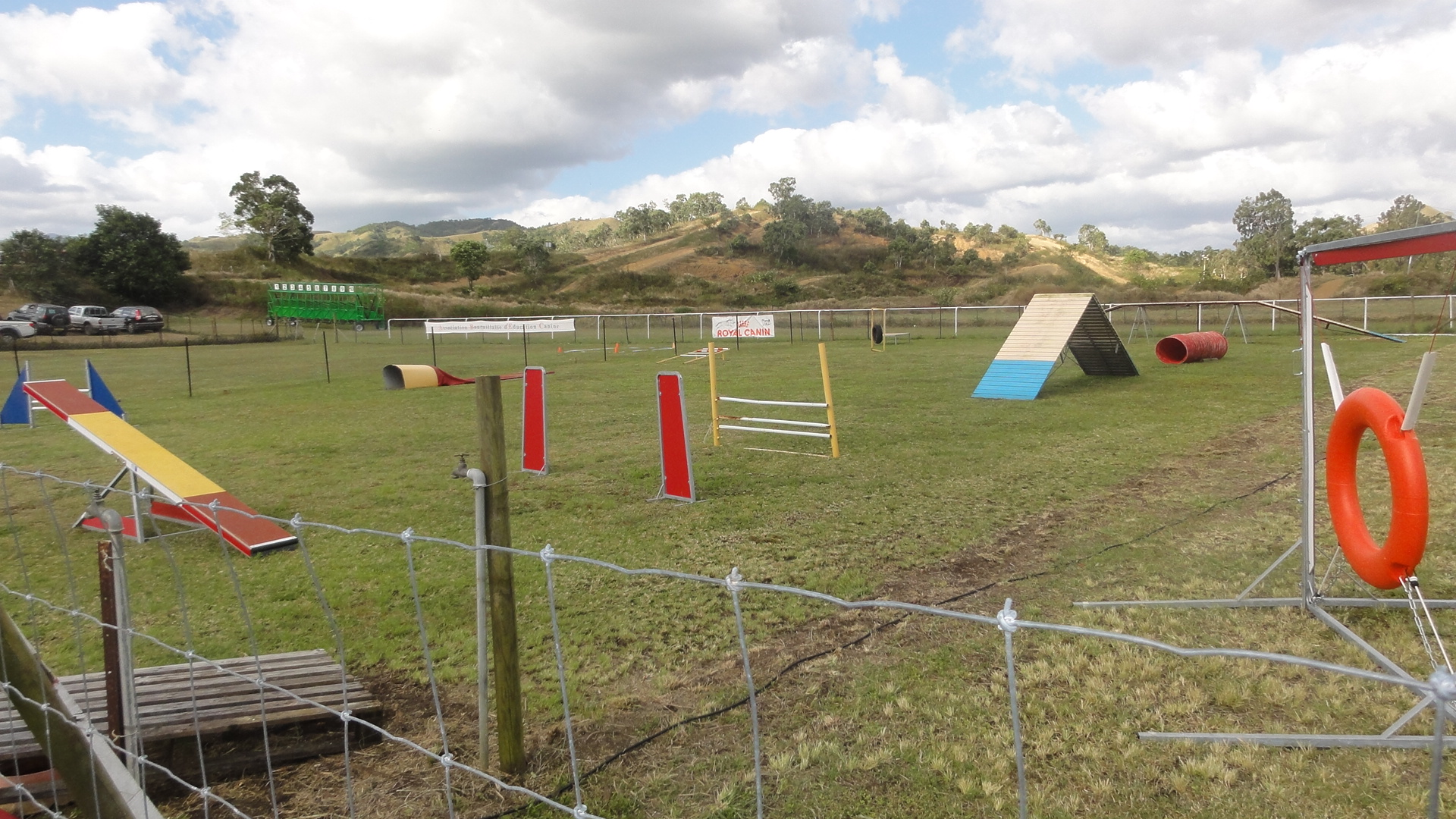
Concours de l'obéissance canine
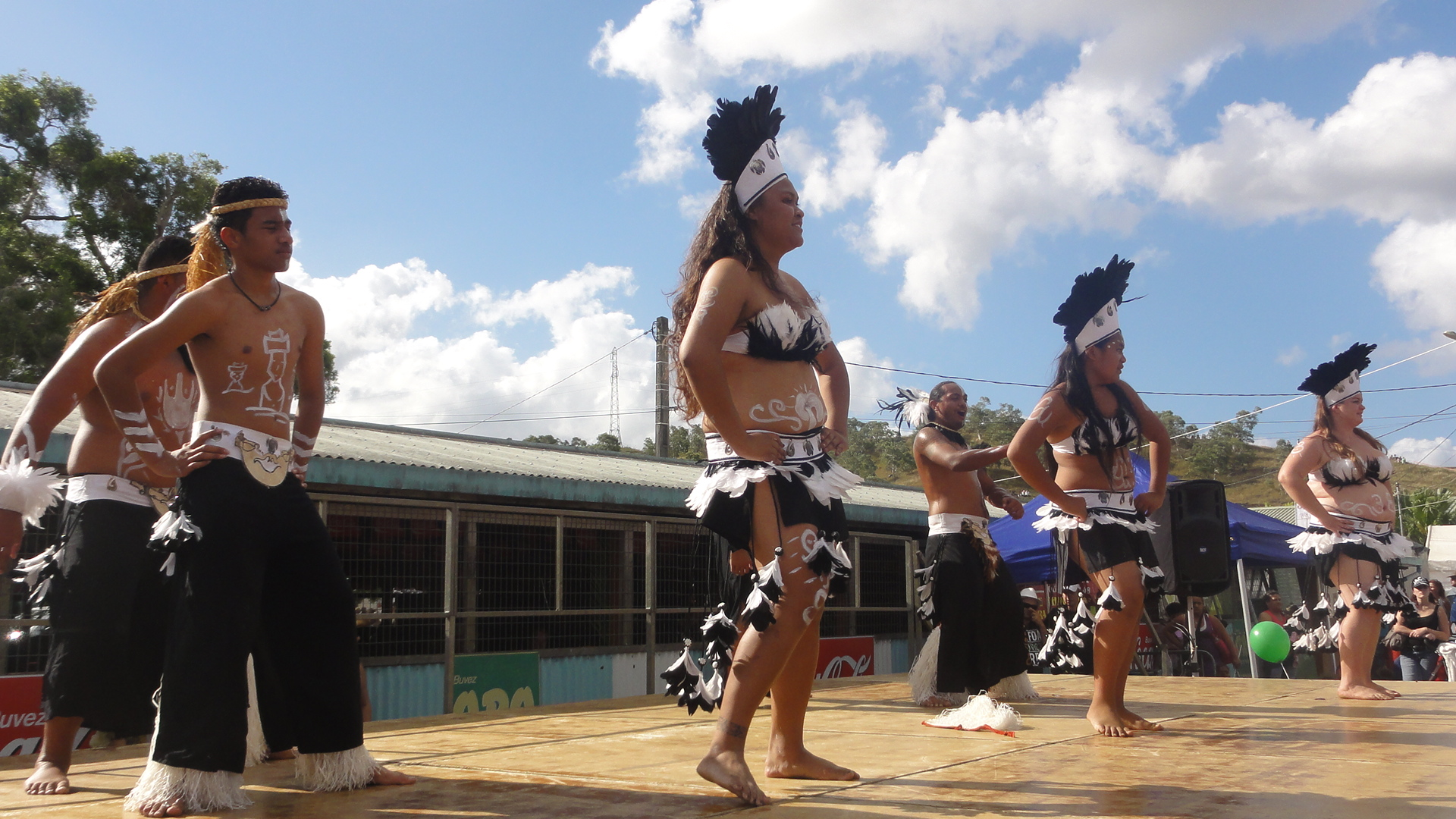
Danseurs polynésiens
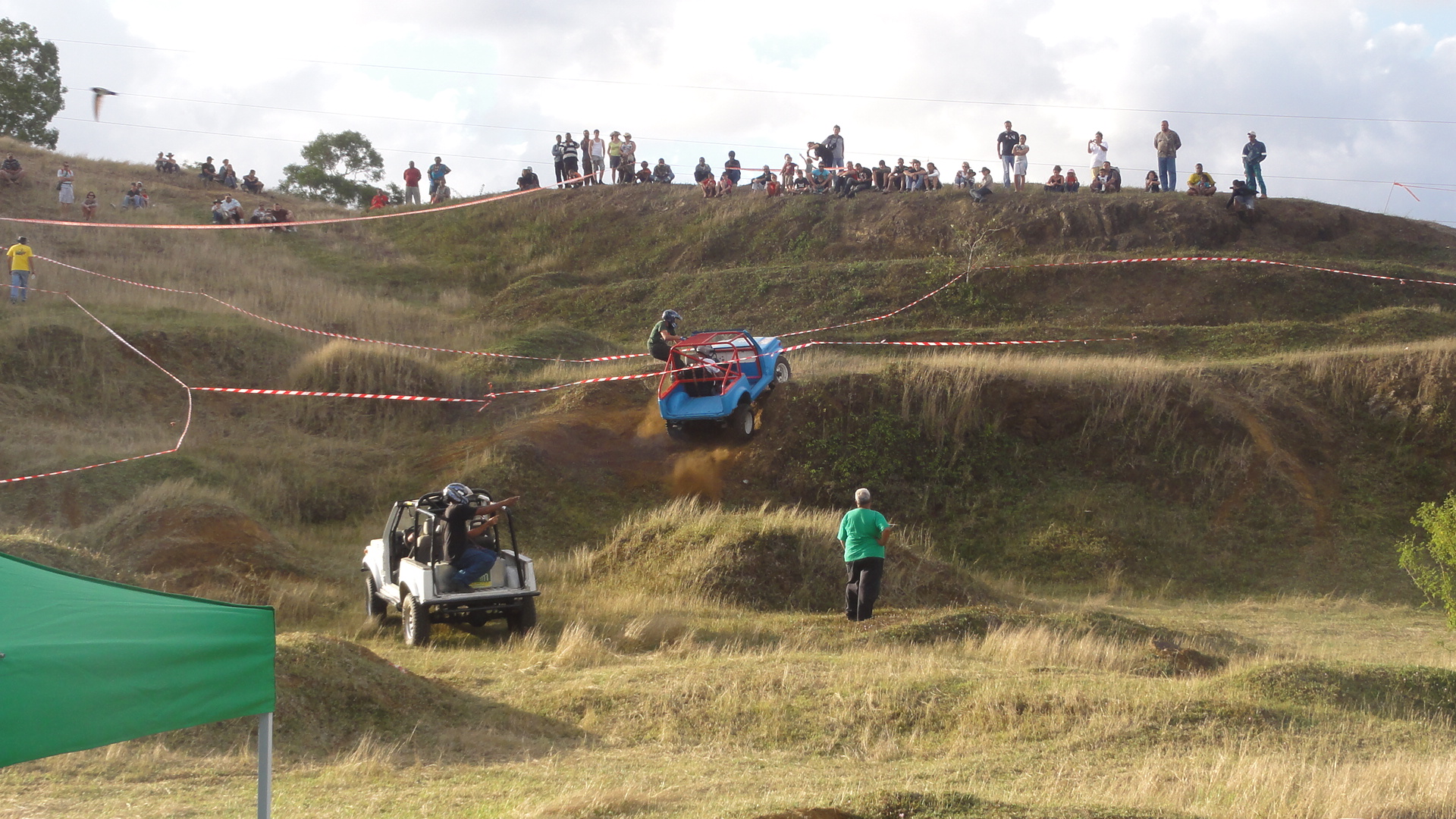
Concours de Trial 4×4
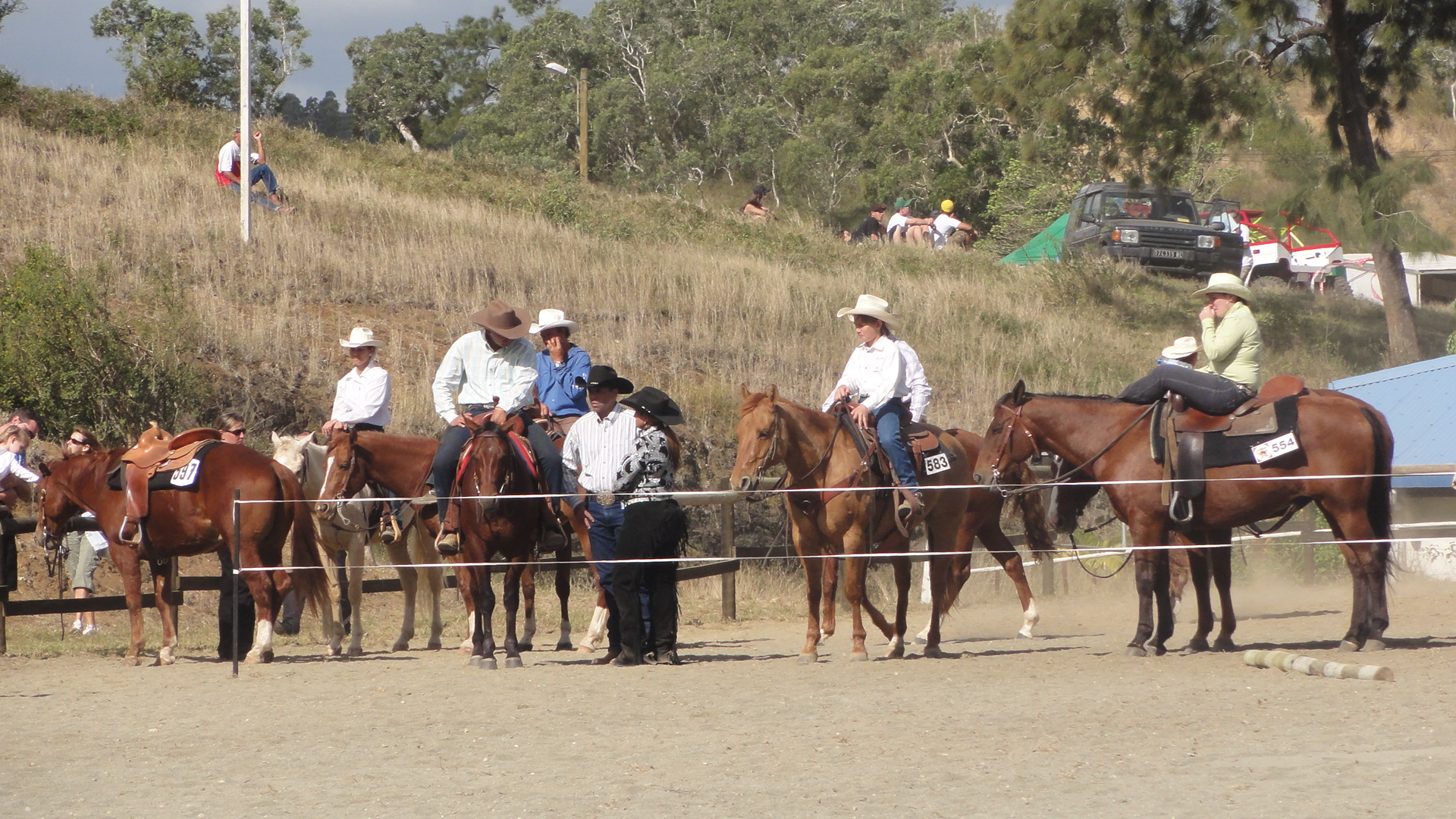
Jeux équestres

## Autres
- Produits artisanaux locaux (travail du cuir, du bois...)
- Produits alimentaires locaux (fruits et légumes, liqueurs, miel, saucissons et grillades de cerf, fraises de Païta, crevettes)
- Animaux (chevaux, oiseau de basse-cour, bétail, porcs, ...)
- Outils et Instruments agricoles (tracteurs, ...)

|  |  |  |

## Responsables (2023)
- Président : Levay Roy
- 1er vice-président : Martial Pinsat
- 2e vice-président : Enzo Tavergeux
- Secrétaire : Brigitte Pinsat
- Secrétaire adjointe : Cindy Baronnet
- Trésorièr :Andrew Bone
- Trésoriere adjoint : Brigitte Mugnier

- Membres : Carina Richard, Audrey Wendt, Michel Sanita, Marinette Boufeneche et Chtistelle Weiss

- Ex-présidents : Paul Belpatronne (mandat : 1999-2007)

Brigitte Hardel (mandats : 2008-9 et 2011-17) Raymond Hugueny (2010)
Andrew Bone (mandat : 2018-2022)